# 21 de novembre
El 21 de novembre o 21 de santandria és el tres-cents vint-i-cinquè dia de l'any del calendari gregorià i el tres-cents vint-i-sisè en els anys de traspàs. Queden 40 dies per finalitzar l'any.

## Esdeveniments
Països Catalans
- 1993 - Terrassa: Els Minyons de Terrassa carreguen per primer cop a la història del món casteller el 2 de 9 amb folre i manilles. Aquesta fita marca l'inici de la segona època d'or de la història dels castells, que els cronistes anomenaran "Època de platí".

Resta del món
- 235 - Roma (Imperi Romà)ː Anter és entronitzat 19è papa de Roma.[2]
- 1344 - Praga (Txèquia): comença la construcció de la Catedral de Sant Vit.
- 1620 - Cape Cod (Massachusetts, EUA): el vaixell Mayflower, amb uns 100 colons, hi arriba des d'Anglaterra.
- 1931 - Madrid: el Govern de la Segona República proclama la Llei de Contractes de Treball que establia per primer cop el dret a vacances pagades —7 dies a l'any—, regulava els convenis col·lectius, dictaminava les condicions de suspensió i rescissió de contractes, i protegia el dret de vaga.[3]
- 1949 - Nova York: Assemblea General de les Nacions Unides va aprovar una resolució en què va afirmar que Líbia es convertiria en independent a partir de l'1 de gener de 1952.
- 1969 - Es posa en marxa el primer enllaç permanent d'ARPANET, precursora d'Internet.
- 1975 - Surt a la venda el quart àlbum de Queen A Night At The Opera.
- 1990 - Japó: Es llança al mercat la consola Super Famicom, predecessora de la Super Nintendo.[4]
- 1995 - Dayton (Ohio, Estats Units): Es signen els Acords de Dayton, l'acord de pau que va posar el punt final als més de tres anys de guerra a Bòsnia.
- 2004 - Ucraïna: Víktor Ianukòvitx, el candidat governamental i pro-rus, hi guanyà unes eleccions presidencials que, el 3 de desembre, el Tribunal Suprem del país declararà fraudulentes i en proclamarà guanyador el candidat de l'oposició, Víktor Iutxenko.

## Naixements
Països Catalans
- 1815 - Barcelona: Josep Oriol Mestres i Esplugas, arquitecte i pessebrista català.
- 1852 - Vila-real, la Plana Baixa: Francesc Tàrrega, compositor i guitarrista valencià (m. 1909).
- 1899 - l'Hospitalet de Llobregat: Maria Miret i Furné, vidriera artística i soprano (m. 1970).[5]
- 1913 - Barcelona: Aurora Casanovas i Puig, historiadora del gravat catalana (m.1968).[6]
- 1927 - Tarragona: Montserrat de Salvador Deop,  actriu catalana.
- 1932, 
  - Camarasa: Maria Rúbies i Garrofé, professora catedràtica de matemàtiques i política, primera senadora catalana (m. 1993).[7]
  - València: Presentación Sáez de Descatllar, mestra valenciana i referent del feminisme al País Valencià (m. 2003).[8]
- 1940 - Palma: Claudi Biern Boyd, productor, guionista i director de sèries d'animació, considerat el Walt Disney català (m. 2022).
- 1941 - Torrelavit, Barcelona: Rosa Maria Esbert i Alemany, geòloga catalana, pionera en l'estudi del «mal de la pedra» (m. 2011).[9]
- 1946 - Barcelona: Emma Cohen, actriu, articulista, escriptora i directora de cinema catalana.
- 1949 - Tarragona: Jaume Vallcorba i Plana, editor (m. 2014).
- 1955 - Barcelona, Maria Carme Roca: historiadora i filòloga, des de l'any 1997 novel·lista infantil i juvenil.
- 1959 - Barcelona, Eulàlia Ramon, actriu.
- 1967 - Badalona: Esther Vera, periodista i politòloga,[10] directora del diari Ara des de gener del 2016.[11] Primera dona que dirigeix un diari imprès a Barcelona,[12] si s'exceptua el cas excepcional de Maria Luz Morales.

Resta del món
- 1643, Rouen, Regne de França: René Robert Cavelier de La Salle, explorador francès.
- 1694, París: Voltaire, escriptor i filòsof francès (m. 1778).
- 1882, Espinho, Portugal: María Roësset Mosquera, pintora hispanoportuguesa (m. 1921).[13]
- 1898, Brussel·les, Flandes: René Magritte, pintor surrealista való.
- 1903, Akita: Itō Einosuke, escriptor japonès.
- 1904, St. Joseph (Missouri): Coleman Hawkins, saxofonista de jazz, swing i bebop estatunidenc (m. 1969).[14]
- 1910 - Wuxi, Jiangsu (Xina): Qian Zhongshu, traductor, escriptor i intel·lectual xinès (m. 1998).[15]
- 1912 - Springfield (Massachusetts): Eleanor Powell, actriu de cinema estatunidenca i reconeguda ballarina de claqué (m. 1982).[16]
- 1922 - La Corunya, Galícia: María Casares, actriu espanyola de teatre i cinema.[17]
- 1923 - Shangyu, Zheijiang (Xina): Xie Jin, actor, guionista i director de cinema xinès (m. 2008).[18]
- 1929 - Brooklyn: Marilyn French, escriptora feminista estatunidenca.
- 1932 - Liverpool: Beryl Bainbridge, novel·lista i actriu de teatre anglesa (m. 2010).[19]
- 1941 - Fuengirola, Màlaga (Espanya): Julio Anguita González, també conegut com «El Califa Roig», professor i polític comunista andalús (m. 2020).[20]
- 1945
  - Washington DC: Goldie Hawn, actriu, productora i directora estatunidenca.
  - Vigo, Pontevedra: Carmen Avendaño Otero, política i activista, coneguda per la seva lluita contra el narcotràfic a Galícia.
- 1947 - São Luís, Maranhão: Alcione, cantant, compositora i multiinstrumentista brasilera.[21]
- 1965 - Reykjavík, Islàndia: Björk, cantautora i compositora islandesa.[22]
- 1985 - Mission, Colúmbia Britànica: Carly Rae Jepsen, cantautora canadenca.[23]

## Necrològiques
Països Catalans
- 1736, Barcelona: Manuel Mariano Ribera, religiós mercedari i cronista cardoní.
- 1874, Roma, Regne d'Itàlia: Marià Fortuny i Marsal, artista plàstic català (n. 1838).[24]
- 1894, Barcelona: Santiago Salvador Franch, anarquista aragonès, conegut per haver llançat dos artefactes explosius contra l'audiència del Gran Teatre del Liceu (n. 1862).
- 1941, Barcelona: Prudenci Bertrana i Comte, escriptor modernista (n. 1867).
- 1953, Barcelonaː Antònia Ferreras Bertran, pintora i il·lustradora catalana, coneguda per les seves pintures de flors (n. 1873).[25]
- 2000, Barcelona: Ernest Lluch, economista i ministre espanyol de sanitat, víctima d'assassinat, reivindicat per ETA (n. 1937).
- 2014, Barcelona: Carmina Virgili i Rodon, geòloga, professora i política catalana (n. 1927).[26]

Resta del món
- 1709, Lisboa: António Marques Lésbio, músic i escriptor portuguès.
- 1907, Worpswede, Baixa Saxònia, Alemanya: Paula Modersohn-Becker, pintora expressionista alemanya (n. 1876).[27]
- 1935, Venècia: Agnes Pockels, investigadora de química orgànica (n. 1862).[28]
- 1945, Richmond, Virgínia: Ellen Glasgow, escriptora estatunidenca (n. 1873).[29]
- 1969, Londres (Anglaterra): Mutesa II nom de naixença Edward Frederick William David Walugembe Mutebi Luwangula Mutesa, fou rei de Buganda i més tard president del país llavors ja amb el nom modern d'Uganda (n. 1924).[20]
- 1970, Bangalore, Karnataka, Índia: Chandrasekhara Raman, físic indi, Premi Nobel de Física de 1930 (n. 1888).
- 1979, Riga, Letònia: Asja Lācis, actriu i dramaturga letona, promotora del «teatre proletari per a nens» (n. 1891).[30]
- 1982, Neuilly-sur-Seine: Madeleine Martenot, pianista francesa, creadora del Mètode Martenot (n. 1887).[31]
- 1996, Oxford, Anglaterra: Abdus Salam, físic pakistanès, guardonat amb el Premi Nobel de Física el 1979 (n. 1926).
- 2020, Hyderabad, Índiaː Devi Priya, poeta en llengua telugu (n. 1951).[32]

## Festes i commemoracions
- Sants i onomàstiques: sants Epenet de Cartago, un dels Setanta deixebles; Ruf de Roma, company de Pau; Ruf de Tortosa, bisbe llegendari; Gelasi I, papa; beat Nicolau Giustiniani, benedictí; beat Romeu de Llívia, dominic.